# Karl Karst

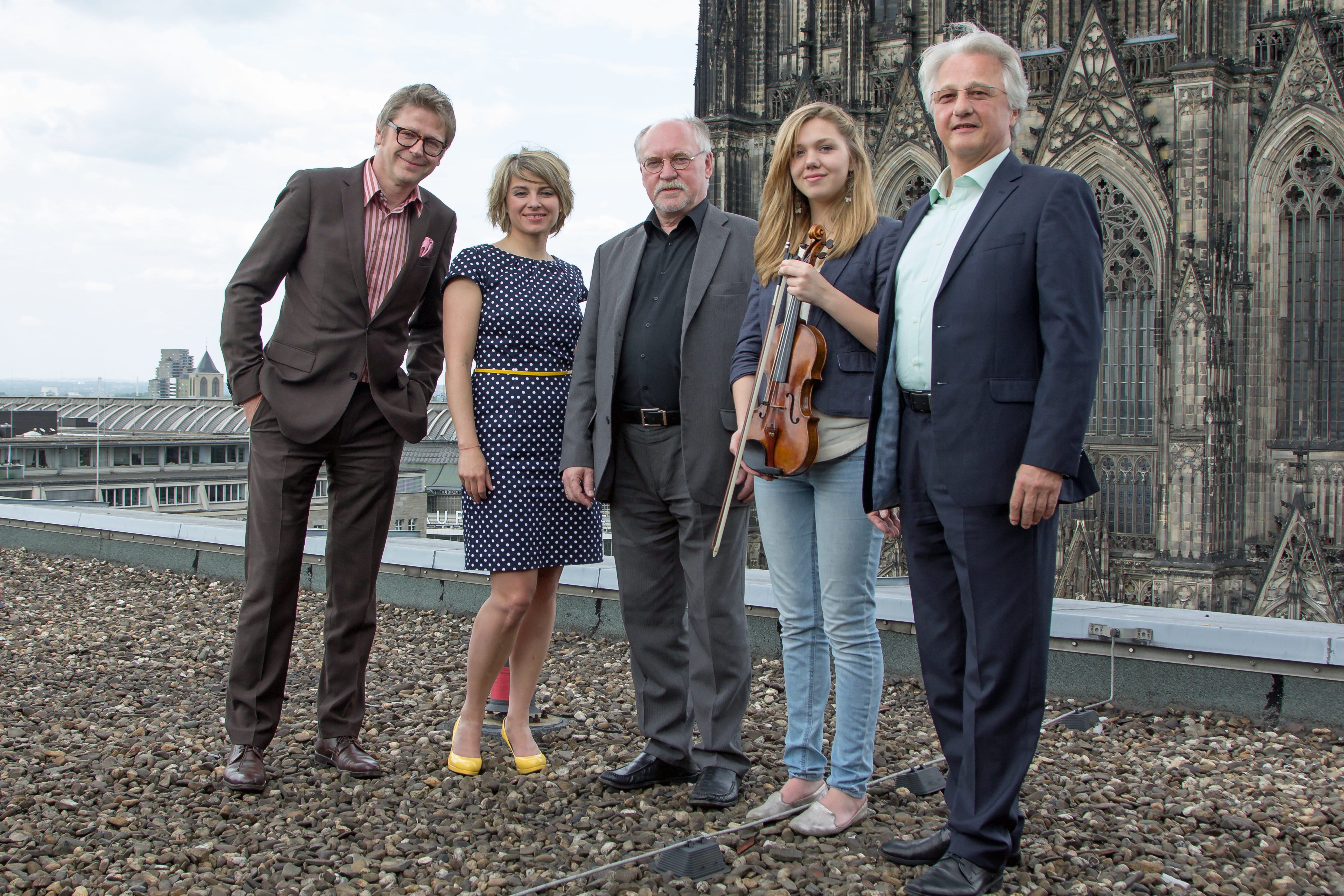
Karl Karst (rechts) mit Musikerin und WDR-Team

Karl H. Karst (* 24. Oktober 1956 in Köln) ist ein deutscher Autor und ehemaliger Rundfunkredakteur. Er gründete mehrere akustisch orientierte Projekte wie die Schule des Hörens (1996), die Initiative Hören (2003) und die Stiftung Hören (2011). Von 1999 bis 2019 war Karst Programmchef des „Kulturradios“ WDR 3, anschließend Sprecher des Deutschen Medienrates im Deutschen Kulturrat. Im Jahr 2001 ernannte ihn die Universität Siegen zum Honorarprofessor.

## Leben
Karl Karst wurde 1956 als erstes von fünf Kindern des Bäckermeisters Karl Karst und seiner Frau Elisabeth in Köln geboren. Er wuchs im Stadtteil Ehrenfeld auf, besuchte nach der Grundschulzeit das städtische Rivius-Gymnasium in Attendorn, wo er im Konvikt „Collegium Bernardinum“ untergebracht war. Nach dem Abitur studierte er in Köln Theater-, Film- und Fernsehwissenschaften, Germanistik und Pädagogik.
Während des Studiums gründete Karst 1980 die Publikation Das Heft. Zeitschrift für Kulturarbeiten, aus der 1981 die Kölner Autorenwerkstatt entstand. Seine journalistische Tätigkeit begann er am Kölner Stadt-Anzeiger. 1985 wurde er Redakteur in der Hörspielabteilung des Bayerischen Rundfunks. 1987 erhielt er den Kurt-Magnus-Preis. Von 1988 bis 1991 leitete er die Hörspielabteilung des Süddeutschen Rundfunks (des späteren SWR). Acht Jahre später trat er im WDR die Nachfolge von Hans Friemond als Programmchef von WDR 3 an. In dieser Funktion schuf er die WDR 3 Kulturpartnerschaften. In seine Verantwortung fiel die Abschaffung des Kritischen Tagebuchs – des „Flaggschiffs intellektueller Zeitkritik der ARD“ – sowie die Durchsetzung von WDR 3 mit mehr Musik und weniger Wort. 2019 wurde er Sprecher des Deutschen Medienrates. Im selben Jahr verlieh ihm der Verband deutscher Musikschulen die Goldene Stimmgabel.
Karl Karst ist in mehreren Stiftungen und Vereinen tätig, die mit Klangkunst assoziiert sind, etwa dem Projekt zur Zukunft des Studios für elektronische Musik.

## Auszeichnungen
- 2019/20 Verleihung der „Silbernen Stimmgabel“ durch den Landesmusikrat Nordrhein-Westfalen.[8]

## Bücher und Medien
- Erlebnis Hören. Wahrnehmungsförderung in der Kita. Lehrbuch mit Online-Audiodatei. Schott Verlag, Mainz 2019
- Auditorix Hörspielwerkstatt für Kinder. Lernsoftware für die Grundschule. (Mit dem Projektteam der Schule des Hörens.) Landesanstalt für Medien NRW (LfM), Düsseldorf 2008
- Neue Abenteuer mit Olli Ohrwurm und seinen Freunden. Schule des Hörens für Kinder. Klasse 3 und 4. Medienpaket, Buch und CD. (Mit dem Projektteam der Schule des Hörens) Landeszentrale für Gesundheit in Bayern, München 2004
- „Radio 108,8“. PC-Spiel für Kinder von 10 bis 12 Jahren. (Mit dem Projektteam der Schule des Hörens) Bundeszentrale für gesundheitliche Aufklärung (BZgA), Köln 2003
- Olli Ohrwurm und seine Freunde. Schule des Hörens für Kinder. Medienpaket für den Kindergarten, Buch und 2 CDs. (Mit dem Projektteam der Schule des Hörens) Landeszentrale für Gesundheit in Bayern, München 2002
- Der Name der Rose. Hörspiel nach dem Roman von Umberto Eco. (Dramaturgie und Redaktion) Bayerischer Rundfunk, München 1986 / Der Hörverlag, München 2002
- Günter Eich, Rebellion in der Goldstadt. Buch mit Kassette. (Herausgabe, Transkription, Materialien und Kommentar). Suhrkamp Verlag, Frankfurt am Main 1998
- Schule des Hörens: Das Ohr. CD (Autor und Regie), Edition Schule des Hörens, Köln 1997
- Die Schönsten Märchen aus 1001 Nacht. Nacherzählt von Günter Eich. (Herausgabe, Textgenese und Nachwort) Insel Verlag, Frankfurt am Main 1996
- Günter Eich, Gesammelte Werke in vier Bänden, Band 2 und 3. Die Hörspiele 1 und 2. (Herausgabe und vollständiges Hörspiel-Werkeverzeichnis), Suhrkamp Verlag, Frankfurt am Main 1991

## Hörspiele und Features (Auswahl)
Features (über 50 Minuten)
- 1984: Pioniere der Radiokunst (6. Folge: Geräusch dich – oder ich freß dich. Ernst Hardt, die Hörbühne und das Hörspiel) (Autor) – Regie: Nicht angegeben (SWF)
- 1986: Radioporträt: Der Rundfunkmann Ernst Schnabel (Autor und Regie) (BR)
- 1986: Radioporträt: Der Rundfunkpionier Karlaugust Düppengießer (Autor und Regie) (BR)
- 1987: Eco, Eco, Eco – das Echo des Romans Der Name der Rose – Eine Spurencollage mit zeitgenössischen Stimmen u. mittelalterlicher Musik (Autor und Regie) (BR)
- 1987: Feature: Seid Sand, nicht das Öl im Getriebe der Welt. Günter Eich und die subversive Kraft des Traumes (Autor und Regie) (SWF/BR)
- 1987: Der Traum als Wirklichkeit. Einführung in Günter Eichs Hörspielwerk anläßlich der Radio-Revue 1987/88 in Bayern 2 (Autor und Regie) (BR)
- 1988: Stimmen, Szenen, Dokumente. Unser Jahrhundert im Radio. Radiodrama – Hörspiel – Soundpoetry (Autor und Regie) (BR)
- 1991: Alles, was geschieht, geht dich an. Eine Werkstatt zum 40. Jahrestag der Ursendung von Günter Eichs Hörspiel Träume (Autor und Regie) (NDR/SFB)
- 1991: Radioporträt: Mein Arm ist schon Antenne. Karlaugust Düppengießer und der Rundfunk der Frühzeit (Autor und Regie) (SFB)
- 1992: Nur keine Spuren hinterlassen. Günter Eich – vergänglich. Radioporträt (Autor und Regie) (WDR)
- 1993: Die Prager Funde. Hörspiele des Reichsrundfunks. Ein Beitrag zur 70jährigen Geschichte des Rundfunks in Deutschland (Autor, Regie und Sprecher) (SFB)

Hörspiele:
- 1987: Liebstöckls Paare (Autor) – Regie: Manfred Mixner (Original-Hörspiel – ORF/SFB)
- 1990: 40 Jahre ARD: Das Hör-Spiel-Spiel (Autor und Regie) (Hörspiel – HR/RIAS)
- 1992: Günter Eich: Gespräch der Schweine/John und Mildred und andere Szenen aus dem Nachlaß (Bearbeitung und Regie) (Original-Hörspiel – NDR/DRS)
- 1994: Shakespeares Geselle. Hörspiel über den Schriftsteller Hans Rothe (Autor und Regie) (Original-Hörspiel – SFB/Deutschlandradio)
- 1997: Schule des Hörens: Das Ohr (2 Teile) Ein Radio-Puzzle (Autor und Regie) (Original-Hörspiel – HR/RB)